# ویکی نتتما
ویکی نتتما (متولد حدود ۱۹۵۹) یک روزنامه‌نگار تانزانیایی است. او یک داستان در مورد قتل‌های آلبینیسم در بوروندی را در مطبوعات تانزانیا منتشر کرد. او در ادامه منجر به ساخت یک مؤسسه خیریه به نام زیر همان آفتاب شد.

## جوایز
- International Women's Media Foundation's Courage in Journalism Award in 2010
- International Women of Courage Award[۱]